# Winter-Asienspiele 2003/Eishockey
Die Eishockeywettbewerbe der V. Winter-Asienspiele fanden vom 30. Januar bis 7. Februar 2003 in der japanischen Präfektur Aomori in den Städten Hachinohe und Misawa statt. Neben der Gastgebernation Japan nahmen bei den Herren fünf weitere Länder – Südkorea, die Volksrepublik China, Kasachstan, die Mongolei und Thailand – am Wettbewerb teil. Die Goldmedaille sicherte sich erstmals Japan, das ohne Turnierniederlage blieb. Dahinter gewannen Kasachstan und China die weiteren Medaillen.
Am Eishockeyturnier der Frauen nahmen fünf Mannschaften teil, wodurch ein neuer Rekord aufgestellt wurde. Die Teilnehmer waren die Gastgebernation, Südkorea, Nordkorea, Kasachstan und die Volksrepublik China. Den Titel sicherte sich erstmals Kasachstan, das in allen Spielen unbesiegt blieb. Japan errang Silber, China holte Bronze.

## Austragungsorte
Das Turnier der Herren fand im Eishalle Niida in Hachinohe statt. Die Frauen spielten in Misawa in der Eisarena Misawa.
| Hachinohe                 | Misawa                     |
| Eishalle Niida Kapazität: | Eisarena Misawa Kapazität: |

## Herren

### Modus
Die sechs Teilnehmer wurden zunächst in zwei Gruppen à drei Mannschaften eingeteilt. Diese spielten in einer Einfachrunde die beiden Finalrundenteilnehmer jeder Gruppe aus.
Nach der Vorrunde absolvierten die beiden letztplatzierten Mannschaften das Spiel um den fünften Platz. Die vier Finalrundenteilnehmer spielten in einem Halbfinale die beiden Finalteilnehmer aus. Der Sieger daraus gewann die Goldmedaille.

### Vorrunde

#### Gruppe A
| 2. Februar 2003 | Japan               | 39:0 (15:0, 16:0, 8:0) | Thailand            | Hachinohe, Japan Zuschauer: |
| 3. Februar 2003 | Volksrepublik China | 24:2 (7:0, 9:1, 8:1)   | Thailand            | Hachinohe, Japan Zuschauer: |
| 4. Februar 2003 | Japan               | 15:0 (5:0, 6:0, 4:0)   | Volksrepublik China | Hachinohe, Japan Zuschauer: |

| Pl. |                     | Sp | S | U | N | Tore  | Punkte |
| 1.  | Japan               | 2  | 2 | 0 | 0 | 54:0  | 4:0    |
| 2.  | Volksrepublik China | 2  | 1 | 0 | 1 | 24:17 | 2:2    |
| 3.  | Thailand            | 2  | 0 | 0 | 2 | 02:63 | 0:4    |

#### Gruppe B
| 2. Februar 2003 | Mongolei   | 1:25 (0:16, 0:6, 1:3) | Kasachstan | Hachinohe, Japan Zuschauer: |
| 3. Februar 2003 | Südkorea   | 23:1 (9:0, 8:0, 6:1)  | Mongolei   | Hachinohe, Japan Zuschauer: |
| 4. Februar 2003 | Kasachstan | 11:1 (8:1, 2:0, 1:0)  | Südkorea   | Hachinohe, Japan Zuschauer: |

| Pl. |            | Sp | S | U | N | Tore  | Punkte |
| 1.  | Kasachstan | 2  | 2 | 0 | 0 | 36:02 | 4:0    |
| 2.  | Südkorea   | 2  | 1 | 0 | 1 | 24:12 | 2:2    |
| 3.  | Mongolei   | 2  | 0 | 0 | 2 | 02:48 | 0:4    |

### Finalrunde
|  | Halbfinale          | Halbfinale |                     |   | Finale | Finale |
|  |                     |            |                     |   |        |        |
|  | Japan               | 11         |                     |   |        |        |
|  | Südkorea            | 2          |                     |   |        |        |
|  |                     |            |                     |   |        |        |
|  |                     |            |                     |   |        |        |
|  | Japan               | 7          |                     |   |        |        |
|  |                     | Kasachstan | 2                   |   |        |        |
|  |                     |            |                     |   |        |        |
|  | Spiel um Platz 3    |            |                     |   |        |        |
|  |                     |            | Südkorea            | 2 |        |        |
|  | Kasachstan          | 12         | Volksrepublik China | 6 |        |        |
|  | Volksrepublik China | 1          |                     |   |        |        |

#### Spiel um Platz 5
| 6. Februar 2003 | Thailand | 4:2 (1:1, 1:0, 2:1) | Mongolei | Hachinohe, Japan Zuschauer: |

#### Halbfinale
| 6. Februar 2003 | Japan      | 11:2 (5:0, 3:0, 3:2) | Südkorea            | Hachinohe, Japan Zuschauer: |
| 6. Februar 2003 | Kasachstan | 12:1 (3:1, 2:0, 7:0) | Volksrepublik China | Hachinohe, Japan Zuschauer: |

#### Spiel um Platz 3
| 7. Februar 2003 | Südkorea | 2:6 (0:1, 2:2, 0:3) | Volksrepublik China | Hachinohe, Japan Zuschauer: |

#### Finale
| 7. Februar 2003 | Japan | 7:2 (3:1, 1:1, 3:0) | Kasachstan | Hachinohe, Japan Zuschauer: |

### Abschlussplatzierungen
| Rang | Nation              |
| ---- | ------------------- |
| 1    | Japan               |
| 2    | Kasachstan          |
| 3    | Volksrepublik China |
| 4    | Südkorea            |
| 5    | Thailand            |
| 6    | Mongolei            |

### Auszeichnungen
| Auszeichnung | Spieler                          | Team  |
| ------------ | -------------------------------- | ----- |
| Topscorer    | Ryan Fujita                      | Japan |
| Topscorer    | 18 Punkte (5 Tore + 13 Vorlagen) |       |

## Frauen

### Modus
Jede der fünf Mannschaften spielte einmal gegen jede andere Mannschaft. Die Mannschaft mit den meisten Punkten gewinnt die Goldmedaille.

### Ergebnisse
| 30. Januar 2003 | Nordkorea           | 2:3 (1:1, 0:1, 1:1)   | Kasachstan          | Misawa, Japan Zuschauer: |
| 30. Januar 2003 | Japan               | 21:0 (6:0, 9:0, 6:0)  | Südkorea            | Misawa, Japan Zuschauer: |
| 31. Januar 2003 | Volksrepublik China | 30:1 (9:0, 8:0, 13:1) | Südkorea            | Misawa, Japan Zuschauer: |
| 31. Januar 2003 | Japan               | 6:1 (1:0, 3:1, 2:0)   | Nordkorea           | Misawa, Japan Zuschauer: |
| 2. Februar 2003 | Volksrepublik China | 8:1 (3:0, 4:1, 1:0)   | Nordkorea           | Misawa, Japan Zuschauer: |
| 2. Februar 2003 | Japan               | 1:3 (0:0, 1:0, 0:3)   | Kasachstan          | Misawa, Japan Zuschauer: |
| 3. Februar 2003 | Kasachstan          | 1:1 (0:1, 0:0, 1:0)   | Volksrepublik China | Misawa, Japan Zuschauer: |
| 3. Februar 2003 | Südkorea            | 0:10 (0:6, 0:3, 0:1)  | Nordkorea           | Misawa, Japan Zuschauer: |
| 5. Februar 2003 | Kasachstan          | 19:0 (14:0, 5:0, -:-) | Südkorea            | Misawa, Japan Zuschauer: |
| 5. Februar 2003 | Volksrepublik China | 4:5 (0:2, 0:0, 4:3)   | Japan               | Misawa, Japan Zuschauer: |

| Pl. |                     | Sp | S | U | N | Tore  | Punkte |
| 1.  | Kasachstan          | 4  | 3 | 1 | 0 | 26:04 | 7:1    |
| 2.  | Japan               | 4  | 3 | 0 | 1 | 33:08 | 6:2    |
| 3.  | Volksrepublik China | 4  | 2 | 1 | 1 | 43:04 | 5:3    |
| 4.  | Nordkorea           | 4  | 1 | 0 | 3 | 14:17 | 2:6    |
| 5.  | Südkorea            | 4  | 0 | 0 | 4 | 01:80 | 0:8    |

## Medaillenspiegel
| Medaillenspiegel Eishockey | Medaillenspiegel Eishockey | Medaillenspiegel Eishockey | Medaillenspiegel Eishockey | Medaillenspiegel Eishockey | Medaillenspiegel Eishockey |
| Platz                      | Land                       | Gold                       | Silber                     | Bronze                     | Gesamt                     |
| -------------------------- | -------------------------- | -------------------------- | -------------------------- | -------------------------- | -------------------------- |
| 1                          | Japan                      | 1                          | 1                          | −                          | 2                          |
| 1                          | Kasachstan                 | 1                          | 1                          | −                          | 2                          |
| 3                          | Volksrepublik China        | −                          | −                          | 2                          | 2                          |